# The Monster Ball Tour
The Monster Ball Tour — второй мировой концертный тур американской певицы Леди Гаги в поддержку её второго мини-альбома The Fame Monster. Официально о начале тура было объявлено 15 октября 2009, вскоре после внезапной отмены Fame Kills Tour, в который певица должна была отправиться вместе с рэпером Kanye West. Тур начался через четыре дня, после выхода альбома The Fame Monster. Производственная компания Haus of Gaga разработала постер и множество костюмов для тура.
27 ноября 2009 состоялся первый концерт тура в Монреале. Начиная с этого дня, начался The Monster Ball Tour 1.0, который продлился до 26 января 2010. Все концерты проходили только в Северной Америке. Начиная с 18 февраля 2010, начался The Monster Ball Tour 2.0. Главной темой новой постановки тура стало путешествие Гаги и её друзей из Нью-Йорка на Бал монстров. Но по пути с ними происходит множество проблем: сначала ломается машина, потом происходят проблемы в метро и т. д., но, несмотря на все неприятности, герои все-таки добираются на бал.
В целом критики давали положительную оценку туру. Они восхищались живым исполнением песен и чувством стиля Гаги. Также они были впечатлены театральной постановкой концертов, сравнивая их с концертами Мадонны.
За все концерты тура было заработано приблизительно 238 миллионов долларов.
21 и 22 февраля 2011, концерты в Нью-Йорке записывались на телевизионные камеры американским телеканалом HBO. 7 мая, на этом же канале, вышел документальный фильм под названием «Lady Gaga Presents the Monster Ball Tour: At Madison Square Garden». В фильме был показан весь концерт, а также секреты тура, до этого державшиеся в тайне. В России этот фильм был показан 14 мая в 20:30 (МСК) на телеканале Муз-ТВ.

## Справка
Первоначально, хип-хоп исполнитель Kanye West и Lady Gaga планировали запуск совместного турне под названием «Fame Kills», о котором стало известно в сентябре 2009. Уже был готов сет-лист, и первый концерт должен был пройти 10 ноября в Фениксе. Но вскоре, без объяснения причин все концерты были отменены. Позже Гага объяснила эту отмену творческими разногласиями между музыкантами. А в одном из интервью она заявила: «Kanye хочет немного отдохнуть, но хорошей новостью является то, что я отдыхать не собираюсь!» После отмены «Fame Kills», Гага приступила к созданию сольного тура. Официально было объявлено, что первый концерт должен пройти в начале 2010 года в Лондоне. Но в итоге первый концерт прошел в Монреале, 27 ноября 2009 (The Monster Ball Tour 1.0).
На официальном постере тура Гага находится внутри устройства, которое названо «Орбита». Впервые Гага надевала его 3 октября 2009 на Saturday Night Live.

## Развитие

### The Monster Ball Tour 1.0
В интервью Rolling Stone, Гага объяснила, что она хотела бы сделать дорогое, красивое и красочное шоу, которое при этом будет доступно для её поклонников. Она характеризовала тур как «поп-электро оперу», потому что театральность и элементы истории переплетаются в концерте, как в опере. По её словам, дизайн шоу является инновацией в плане творчества. Гага хотела изменить форму сцены, и такая задача была поставлена перед производственной компанией Haus of Gaga. Новую сцену Гага объяснила так: «Теперь сцена выглядит как треугольная вставка, подобно алмазу».
Темой шоу является эволюция. Сама Гага говорила, что The Monster Ball Tour это совершенно другой уровень в отличие от The Fame Ball Tour. На создание некоторых вещей Гагу вдохновили вещи, которые были созданы для тура Fame Kills. Позже она решила, что это был «великий потерянный тур».
Для исполнения Paparazzi использовался парик с длинными плетёными волосами как у Рапунцель, но через несколько концертов Гага наотрез отказалась надевать его, она говорила: «Я не ношу косичек!», в связи с этим на первых концертах был парик с косичками, а спустя некоторое время Гага стала надевать короткий парик.

### The Monster Ball Tour 2.0

Lady Gaga исполняет песню «Alejandro» в 2010 году

В декабре 2009 Леди Гага объявила, что для её концертов в 2010 году, она планирует отменить всю концепцию шоу и начать все заново.
Во время интервью одной радиостанции Гага прогнозировала дальнейшее изменение тура. Она сказала, что шоу построено как музыкальный театр. Новый концерт включает в себя новые и старые композиции, некоторые из них были поставлены специально для нового шоу. В качестве сюрпризов были упомянуты: новая клавитара, которая была сконструирована специально для шоу, и уже известная на тот момент ЭММА, которая была показана на Brit Awards 2010. Сама Гага описала ЭММУ так: «Мы создали совершенно новый инструмент, который является гибридом многих музыкальных инструментов». В интервью другой радиостанции она сказала: «Это всё тот же The Monster Ball, но он стал более музыкальным и переместился на большую сцену. Теперь это настоящая история о том, как я и мои друзья собрались на Бал монстров, но мы заблудились».

## Описание концерта

### The Monster Ball Tour 1.0
The Monster Ball 1.0 начинается с того, что Гага появляется за гигантским, зелёным, освещенным лазерным видеоэкраном. Гага одета в комбинезон серебристого цвета, который обсыпан драгоценностями, на комбинезон прикреплены лампочки. Исполняется песня «Dance in the Dark». Периодически на экране то появляются, то исчезают линии, которые делят экран на квадраты. После окончания песни, на сцене появляется огромный куб, из которого Гага поднимается на платформе и с клавитарой исполняет песню «Just Dance». Затем идет интерлюдия, после которой Гага возвращается в полностью белом костюме, на который были навешаны кости, из-за которых костюм был похож на скелет. В этом скелетообразном костюме исполняется песня «LoveGame».
После окончания песни, кости снимались, и Гага оставалась в чисто белом блестящем купальнике. После небольшого разговора с фанатами, Гага начинала исполнять песню «Alejandro». При исполнении песни, на сцене имитировался половой акт… После очередной интерлюдии, начинается акт «Лес», Гага появляется в чёрном мохнатом костюме и исполняет песню «Monster». После этого начинается песня «So Happy I Could Die», во время исполнения которой Гага снимает мохнатую накидку и остается в чисто чёрном купальнике, в котором Гага поет песню «Teeth». Затем Гага присаживается за фортепиано и начинается исполнение песни «Speechless», после которой следует акустическая версия песни «Poker Face», затем она плавно перетекает в песню «Make Her Say», которую исполняет рэпер Kid Cudi. После этого начинается следующий акт, Гага одета в золотой египетский костюм, отдаленно похожий на доспехи. Так Гага исполняет песни: «Fashion», «The Fame», «Beautiful, Dirty, Rich», «Money Honey». На нескольких концертах «Money Honey» исполнялась совместно с фортепиано. Начинается интерлюдия, а после неё следующий акт. В нём Гага одета в шляпу-пистолет и в чёрный костюм, от которого создается впечатление, что Гага обмотана черными лентами. В таком костюме исполняются песни: «Boys Boys Boys», «Paper Gangsta», «Poker Face». Во время исполнения «Paper Gangsta» Гага сидела на крутящемся стоматологическом кресле. Во второй половине тура чёрный костюм этого акта был заменен на красный лакированный купальник со шляпой. Затем Гага выходит на сцену с песней «Paparazzi». У неё длинные косички, концы которых держат танцоры. Песня заканчивается тем, что Гага умирает в конце. Затем Гага как бы возрождается и начинается песня «Eh, Eh (Nothing Else I Can Say)», сразу после которой следует «Bad Romance». Шоу заканчивается интерлюдией, в которой на Гагу наносят татуировку с надписью «Dad».

### The Monster Ball Tour 2.0
Как и на The Monster Ball 1.0 Леди Гага начинала концерт с песни «Dance in the Dark», но саму певицу не видно, она стояла высоко на платформе за шторой, а зрителям было видно только её тень на фиолетовом фоне. Под конец песни штора поднималась и зрители видели Гагу, одетую в фиолетовую куртку. Затем друзья Гаги говорят ей, что у них проблемы с машиной, и наверное у них не получится попасть на Бал Монстров, но Гага их успокаивает и начинается песня «Glitter and Grease». После этой песни Гага снимает куртку и остается в фиолетовом купальнике, леопардовой раскраски (в начале тура был блестящий купальник фиолетового цвета). Затем она открывает капот машины, оттуда вырывается столб пара, и она начинает наигрывать мелодию, которая потом переходит в вступление песни «Just Dance», после чего начинается сама песня.
Сразу после этой песни, без какой либо паузы, начинается песня «Beautiful, Dirty, Rich», однако во время вступления один из танцоров выносит на сцену стрелу и прикрепляет её на голову Гаги, в конце этой песни Гага с одним из своих друзей выходит на «язык» сцены и объясняет всем, что Бал Монстров это место, где все могут почувствовать себя свободными. В первое время сразу после разговора Гага начинала исполнение песни «Vanity» (с сентября 2010 года песня не исполнялась в турне), а потом она убегала за сцену и зрители слышали удлиненное вступление песни «The Fame», затем посреди сцены начинает появляться дым и из-под сцены поднимается Гага в красном плаще с огромным бантом.
Она начинает нажимать клавиши на инструменте, который получил название «ЭММА» (анг. EMMA) и исполняет песню «The Fame». В конце песни Гага спускается под сцену, занавес закрывается и начинается интерлюдия. После начинается акт «Метро».
На сцене часть вагона метро, в котором едут люди, но неожиданно оператор объявляет о том, что происходит что-то непонятное и возникает очередная проблема — авария в метро. Гага появляется в дверях вагона, и исполняется песня «LoveGame», в конце которой Гаге выносят её Disco Torch (на первых концертах Disco Stick) и она начинает разговор с залом. В конце разговора Гага говорит, что есть одна песенка, которую она написала для её мальчиков, и исполняется песня «Boys Boys Boys» в конце которой она уходит со сцены. Две эти песни Lady Gaga исполняла в лакированном наряде, в котором певица снималась в клипе на песню «Telephone». Далее зрители слышат шум метро.
И вдруг слышится звук играющей клавитары, и из-под сцены поднимается Гага, одетая в чёрный длинный плащ от Armani, она продолжает играть на клавитаре, звук которой плавно переходит в мотив песни «Money Honey» и исполняется эта песня, в конце песни Гага немного играет мелодию на клавитаре и номер заканчивается. После этого номера Гага приходит на «язык» сцены и звонит одному из своих фанатов из зала (только в Американской части турне) или рассматривает подарки от фанатов, которые они кинули на сцену. Затем Гага снимает куртку и остается в чёрном раздельном купальнике со стразами и исполняет песню «Telephone», после которой она садится за рояль и исполняет песни «Brown Eyes», «Speechless» (во время исполнения песни рояль объят огнём),
«Born This Way», «Yoü and I», «Americano» и «Living on the Radio» (исполнялась всего один раз). После всех фортепианных песен Гага встает и идет на «язык» сцены под звуки арфы. И тут она понимает, что вокруг появляется нечто странное, оказывается это торнадо, которое окружает Гагу и уносит вдаль. Сверху вокруг неё опускаются круглые шторы, и начинается интерлюдия Twister. После которой круглые шторки поднимаются и перед зрителями остается Гага, одетая в пышное платье. Она говорит, что её маленькие монстры делают её безумно счастливой и начинается исполнения песни «So Happy I Could Die».
В течение песни платье и шляпа на голове Гаги двигаются. В конце песни Гага попадает в самое тёмное и страшное место центрального парка (лес) и начинается интерлюдия «Put your paws up». После интерлюдии свет на сцене фокусируется на музыканте, который играет мелодию на синтезаторе. И тут слышится начало песни «Monster».
На сцене появляется Гага в чёрном мохнатом костюме, который использовался ещё на The Monster Ball 1.0 (в начале тура использовался другой костюм). Под конец песни танцоры поднимают Гагу и пытаются «съесть её сердце», танцоры разбегаются и Гаги нигде не видно, но вдруг Гага выпрыгивает из-под сцены в чёрном купальнике с плечиками, при этом она вся в крови. После этого Гага немного разговаривает с залом и начинает петь песню «Teeth», после этой песни Гага снова разговаривает с залом, затем она говорит о том, что нашла единственный кровоточащий фонтан в парке и начинается песня «Alejandro». Номер заканчивается поцелуем двух танцоров, штора закрывается и начинается интерлюдия.
После интерлюдии зрители слышат пугающие звуки, немного схожие с цыганскими мелодиями, которые затем переходят в песню «Poker Face», которую Гага исполняет на «языке» сцены. В начале тура на «Poker Face» использовался леопардовый наряд, но в апреле 2010 года она стала надевать чёрный наряд собственного производства, однако на концертах 2011 года Гага вновь исполняла песню в предыдущем купальнике, поверх которого была надета лёгкая куртка. Начинается очередная интерлюдия.
После интерлюдии Гага выходит на сцену вместе со своими друзьями. Гага одета в голубое платье-оригами. Они не понимают, где они находятся, и все её друзья с трусостью убегают, оставляя Гагу одну на произвол судьбы. Она оборачивается и видит страшного монстра, которого она называет монстром славы. Начинается исполнение песни «Paparazzi», в песне Гага призывает своих фанатов помочь ей справиться с монстром при помощи вспышек фотоаппаратов, но это не помогает и монстр поедает Гагу, но затем она «возрождается» и поднимается из-под сцены в пиротехническом лифчике и трусах. Этим устройством она убивает монстра. Гага уходит, и начинается интерлюдия, в ходе которой фанаты слышат только музыку без видеозаставки.
Далее начинается «Bad Romance». Гага одета в необычный костюм, серебристого цвета. Она стоит внутри крутящегося гироскопа и начинает петь песню, потом танцоры останавливают кольца и Гага выходит чтобы начать танец. После песни на сцене ничего не происходит. Только фанаты громко зовут Гагу. После двух минут ожиданий Гага появляется в платье и купальнике телесного цвета. И начинает петь песню «Born This Way», в течение песни Гага успевает сыграть на органе, а после песни она вместе с танцорами обнимается и кланяется. Концерт заканчивается интерлюдией «Outro».

## Сет лист
1. "Dance in the Dark"
2. "Just Dance"
3. "LoveGame"
4. "Alejandro"
5. "Monster"
6. "So Happy I Could Die" (не исполнялась 31 декабря 2009, 21-26 января 2010)
7. "Teeth"
8. "Speechless"
9. "Poker Face" (акустическая версия)
10. "Make Her Say"  (с Кидом Кади, исполнялась до 11 декабря 2009)
11. "Fashion"  (исполнялась до 3 декабря 2009)
12. "The Fame"
13. "Money Honey"
14. "Beautiful, Dirty, Rich"
15. "Boys Boys Boys"
16. "Paper Gangsta"  (не исполнялась 21-26 декабря 2009)
17. "Poker Face"
18. "Paparazzi"
19. "Eh, Eh (Nothing Else I Can Say)"
20. "Bad Romance"

1. "Dance in the Dark"
2. "Glitter and Grease"
3. "Just Dance"
4. "Beautiful, Dirty, Rich"
5. "Vanity"  (исполнялась до 15 сентября 2010)
6. "The Fame"
7. "LoveGame"
8. "Boys Boys Boys"
9. "Money Honey"
10. "Telephone"
11. "Brown Eyes"  (исполнялась до 4 июля 2010)
12. "Speechless"  (исполнялась только на шоу 2010 и 21-22 февраля 2011)
13. "Yoü and I"  (исполнялась с 28 июня 2010)
14. "So Happy I Could Die"  (исполнялась до 26 февраля 2011)
15. "Monster"
16. "Teeth"
17. "Alejandro"
18. "Poker Face"
19. "Paparazzi"
20. "Bad Romance"
21. "Born This Way (исполнялась только на шоу 2011)

- "Beautiful, Dirty, Rich" и "Boys Boys Boys" исполнялись после "Just Dance" на первом шоу 27 ноября 2009.
- "Beautiful, Dirty, Rich" исполнялась в альтернативной версии с 27 ноября по 19 декабря 2009.
- Во время концертов в Нью-Йорке 20-24 января 2010, Гага исполняла оду Нью-Йорку во время исполнения акустической версии "Poker Face".
- "So Happy I Could Die" не исполнялась 29 марта, 5 апреля, 27 мая и 6 августа из-за отсутствия подиума.
- Гага исполняла кавер на песню "Stand By Me" 15 мая - 2 июня 2010.
- 30 августа 2010 Гага исполнила неизданную песню "Living on the Radio" после "Speechless".
- Гага исполняла акустическую версию "Born This Way" 3 марта 2011, 10 марта - 6 мая 2011.
- 19-27 апреля 2011 после окончания шоу играла песня "Judas", на экране была изображена обложка сингла.
- 5-6 мая 2011 Гага исполнила "Americano" и "Judas".

## Даты концертов
| Северная Америка       |                   |                   |                                           |
| 27 ноября 2009 года    | Монреаль          | Канада            | Bell Centre                               |
| 28 ноября 2009 года    | Торонто           | Канада            | Air Canada Centre                         |
| 29 ноября 2009 года    | Оттава            | Канада            | Scotiabank Place                          |
| 1 декабря 2009 года    | Бостон            | США               | Wang Center                               |
| 2 декабря 2009 года    | Бостон            | США               | Wang Center                               |
| 3 декабря 2009 года    | Камден            | США               | Susquehanna Bank Center                   |
| 9 декабря 2009 года    | Ванкувер          | Канада            | Queen Elizabeth Theatre                   |
| 10 декабря 2009 года   | Ванкувер          | Канада            | Queen Elizabeth Theatre                   |
| 11 декабря 2009 года   | Ванкувер          | Канада            | Queen Elizabeth Theatre                   |
| 13 декабря 2009 года   | Сан-Франциско     | США               | Bill Graham Civic Auditorium              |
| 14 декабря 2009 года   | Сан-Франциско     | США               | Bill Graham Civic Auditorium              |
| 17 декабря 2009 года   | Лас Вегас         | США               | Pearl Concert Theater                     |
| 18 декабря 2009 года   | Лас Вегас         | США               | Pearl Concert Theater                     |
| 19 декабря 2009 года   | Сан-Диего         | США               | San Diego Sports Arena                    |
| 21 декабря 2009 года   | Лос-Анджелес      | США               | Nokia Theatre                             |
| 22 декабря 2009 года   | Лос-Анджелес      | США               | Nokia Theatre                             |
| 23 декабря 2009 года   | Лос-Анджелес      | США               | Nokia Theatre                             |
| 27 декабря 2009 года   | Новый Орлеан      | США               | UNO Lakefront Arena                       |
| 28 декабря 2009 года   | Атланта           | США               | Fox Theatre                               |
| 29 декабря 2009 года   | Атланта           | США               | Fox Theatre                               |
| 31 декабря 2009 года   | Майами            | США               | James L. Knight Center                    |
| 2 января 2010 года     | Майами            | США               | James L. Knight Center                    |
| 3 января 2010 года     | Орландо           | США               | UCF Arena                                 |
| 7 января 2010 года     | Сент-Луис         | США               | Fox Theatre                               |
| 8 января 2010 года     | Чикаго            | США               | Rosemont Theatre                          |
| 9 января 2010 года     | Чикаго            | США               | Rosemont Theatre                          |
| 10 января 2010 года    | Чикаго            | США               | Rosemont Theatre                          |
| 12 января 2010 года    | Детройт           | США               | Joe Louis Arena                           |
| 13 января 2010 года    | Детройт           | США               | Joe Louis Arena                           |
| 20 января 2010 года    | Нью-Йорк          | США               | Radio City Music Hall                     |
| 21 января 2010 года    | Нью-Йорк          | США               | Radio City Music Hall                     |
| 23 января 2010 года    | Нью-Йорк          | США               | Radio City Music Hall                     |
| 24 января 2010 года    | Нью-Йорк          | США               | Radio City Music Hall                     |
| 26 января 2010 года    | Уэст-Лафейетт     | США               | Edward C. Elliott Hall of Music           |
| Европа                 |                   |                   |                                           |
| 18 февраля 2010 года   | Манчестер         | Великобритания    | Manchester Evening News Arena             |
| 20 февраля 2010 года   | Дублин            | Ирландия          | The O2                                    |
| 21 февраля 2010 года   | Дублин            | Ирландия          | The O2                                    |
| 22 февраля 2010 года   | Белфаст           | Великобритания    | Odyssey Arena                             |
| 24 февраля 2010 года   | Ливерпуль         | Великобритания    | Echo Arena                                |
| 26 февраля 2010 года   | Лондон            | Великобритания    | The O2 Arena                              |
| 27 февраля 2010 года   | Лондон            | Великобритания    | The O2 Arena                              |
| 1 марта 2010 года      | Глазго            | Великобритания    | Scottish Exhibition and Conference Centre |
| 3 марта 2010 года      | Кардифф           | Великобритания    | Cardiff International Arena               |
| 4 марта 2010 года      | Ньюкасл-апон-Тайн | Великобритания    | Metro Radio Arena                         |
| 5 марта 2010 года      | Бирмингем         | Великобритания    | LG Arena                                  |
| 7 марта 2010 года      | Шеффилд           | Великобритания    | Sheffield Arena                           |
| 8 марта 2010 года      | Ноттингем         | Великобритания    | Trent FM Arena                            |
| Австралия и Океания    |                   |                   |                                           |
| 13 марта 2010 года     | Окленд            | Новая Зеландия    | Vector Arena                              |
| 14 марта 2010 года     | Окленд            | Новая Зеландия    | Vector Arena                              |
| 17 марта 2010 года     | Сидней            | Австралия         | Sydney Entertainment Centre               |
| 18 марта 2010 года     | Сидней            | Австралия         | Sydney Entertainment Centre               |
| 20 марта 2010 года     | Ньюкасл           | Австралия         | Newcastle Entertainment Centre            |
| 23 марта 2010 года     | Мельбурн          | Австралия         | Rod Laver Arena                           |
| 24 марта 2010 года     | Мельбурн          | Австралия         | Rod Laver Arena                           |
| 26 марта 2010 года     | Брисбен           | Австралия         | Brisbane Entertainment Centre             |
| 27 марта 2010 года     | Брисбен           | Австралия         | Brisbane Entertainment Centre             |
| 29 марта 2010 года     | Канберра          | Австралия         | AIS Arena                                 |
| 1 апреля 2010 года     | Перт              | Австралия         | Burswood Dome                             |
| 3 апреля 2010 года     | Аделаида          | Австралия         | Adelaide Entertainment Centre             |
| 5 апреля 2010 года     | Вуллонгонг        | Австралия         | WIN Entertainment Centre                  |
| 7 апреля 2010 года     | Сидней            | Австралия         | Sydney Entertainment Centre               |
| 9 апреля 2010 года     | Мельбурн          | Австралия         | Rod Laver Arena                           |
| Азия                   |                   |                   |                                           |
| 14 апреля 2010 года    | Осака             | Япония            | Kobe World Kinen Hall                     |
| 15 апреля 2010 года    | Осака             | Япония            | Kobe World Kinen Hall                     |
| 17 апреля 2010 года    | Иокогама          | Япония            | Иокогама Арена                            |
| 18 апреля 2010 года    | Иокогама          | Япония            | Иокогама Арена                            |
| Европа                 |                   |                   |                                           |
| 7 мая 2010 года        | Стокгольм         | Швеция            | Ericsson Globe                            |
| 8 мая 2010 года        | Стокгольм         | Швеция            | Ericsson Globe                            |
| 10 мая 2010 года       | Гамбург           | Германия          | O2 World                                  |
| 11 мая 2010 года       | Берлин            | Германия          | O2 World                                  |
| 15 мая 2010 года       | Арнем             | Нидерланды        | GelreDome                                 |
| 17 мая 2010 года       | Антверпен         | Бельгия           | Sportpaleis Antwerp                       |
| 18 мая 2010 года       | Антверпен         | Бельгия           | Sportpaleis Antwerp                       |
| 21 мая 2010 года       | Париж             | Франция           | Palais Omnisports de Paris-Bercy          |
| 22 мая 2010 года       | Париж             | Франция           | Palais Omnisports de Paris-Bercy          |
| 24 мая 2010 года       | Оберхаузен        | Германия          | König Pilsener Arena                      |
| 25 мая 2010 года       | Страсбург         | Франция           | Le Zénith                                 |
| 27 мая 2010 года       | Ноттингем         | Великобритания    | Trent FM Arena                            |
| 28 мая 2010 года       | Бирмингем         | Великобритания    | LG Arena                                  |
| 30 мая 2010 года       | Лондон            | Великобритания    | The O2 Arena                              |
| 31 мая 2010 года       | Лондон            | Великобритания    | The O2 Arena                              |
| 2 июня 2010 года       | Манчестер         | Великобритания    | Manchester Evening News Arena             |
| 3 июня 2010 года       | Манчестер         | Великобритания    | Manchester Evening News Arena             |
| 4 июня 2010 года       | Шеффилд           | Великобритания    | Sheffield Arena[C]                        |
| Северная Америка       |                   |                   |                                           |
| 28 июня 2010 года      | Монреаль          | Канада            | Bell Centre                               |
| 1 июля 2010 года       | Бостон            | США               | TD Garden                                 |
| 2 июля 2010 года       | Бостон            | США               | TD Garden                                 |
| 4 июля 2010 года       | Атлантик сити     | США               | Boardwalk Hall                            |
| 6 июля 2010 года       | Нью-Йорк          | США               | Madison Square Garden                     |
| 7 июля 2010 года       | Нью-Йорк          | США               | Madison Square Garden                     |
| 9 июля 2010 года       | Нью-Йорк          | США               | Madison Square Garden                     |
| 11 июля 2010 года      | Торонто           | Канада            | Air Canada Centre                         |
| 12 июля 2010 года      | Торонто           | Канада            | Air Canada Centre                         |
| 14 июля 2010 года      | Кливленд          | США               | Quicken Loans Arena                       |
| 15 июля 2010 года      | Индеаполис        | США               | Conseco Fieldhouse                        |
| 17 июля 2010 года      | Сент-Луис         | США               | Scottrade Center                          |
| 20 июля 2010 года      | Оклахома          | США               | Ford Center                               |
| 22 июля 2010 года      | Даллас            | США               | American Airlines Center                  |
| 23 июля 2010 года      | Даллас            | США               | American Airlines Center                  |
| 25 июля 2010 года      | Хьюстон           | США               | Toyota Center                             |
| 26 июля 2010 года      | Хьюстон           | США               | Toyota Center                             |
| 28 июля 2010 года      | Денвер            | США               | Pepsi Center                              |
| 31 июля 2010 года      | Феникс            | США               | US Airways Center                         |
| 3 августа 2010 года    | Канзас-Сити       | США               | Sprint Center                             |
| 6 августа 2010 года[A] | Чикаго            | США               | Grant Park                                |
| 11 августа 2010 года   | Лос-Анджелес      | США               | Staples Center                            |
| 12 августа 2010 года   | Лос-Анджелес      | США               | Staples Center                            |
| 13 августа 2010 года   | Лас Вегас         | США               | MGM Grand Garden Arena                    |
| 16 августа 2010 года   | Сан Хосе          | США               | HP Pavilion at San Jose                   |
| 17 августа 2010 года   | Сан Хосе          | США               | HP Pavilion at San Jose                   |
| 19 августа 2010 года   | Портлэнд          | США               | Rose Garden                               |
| 21 августа 2010 года   | Такома            | США               | Tacoma Dome                               |
| 23 августа 2010 года   | Ванкувер          | Канада            | Rogers Arena                              |
| 24 августа 2010 года   | Ванкувер          | Канада            | Rogers Arena                              |
| 26 августа 2010 года   | Эдмонтон          | Канада            | Rexall Place                              |
| 27 августа 2010 года   | Эдмонтон          | Канада            | Rexall Place                              |
| 30 августа 2010 года   | Сан Паулу         | США               | Xcel Energy Center                        |
| 31 августа 2010 года   | Сан Паулу         | США               | Xcel Energy Center                        |
| 2 сентября 2010 года   | Милуоки           | США               | Bradley Center                            |
| 4 сентября 2010 года   | Оберн-Хиллс       | США               | The Palace of Auburn Hills                |
| 5 сентября 2010 года   | Питсбург          | США               | Consol Energy Center                      |
| 7 сентября 2010 года   | Вашингтон         | США               | Verizon Center                            |
| 8 сентября 2010 года   | Шарлотсвиль       | США               | John Paul Jones Arena                     |
| 14 сентября 2010 года  | Филадельфия       | США               | Веллс-Фарго-центр                         |
| 15 сентября 2010 года  | Филадельфия       | США               | Веллс-Фарго-центр                         |
| 16 сентября 2010 года  | Хартфорд          | США               | XL Center                                 |
| 18 сентября 2010 года  | Шарлотт           | США               | Time Warner Cable Arena                   |
| 19 сентября 2010 года  | Роли              | США               | RBC Center                                |
| Европа                 |                   |                   |                                           |
| 13 октября 2010 года   | Хельсинки         | Финляндия         | Hartwall Areena                           |
| 14 октября 2010 года   | Хельсинки         | Финляндия         | Hartwall Areena                           |
| 16 октября 2010 года   | Осло              | Норвегия          | Oslo Spektrum                             |
| 17 октября 2010 года   | Осло              | Норвегия          | Oslo Spektrum                             |
| 20 октября 2010 года   | Хернинг           | Дания             | Йюске-банк-боксен                         |
| 26 октября 2010 года   | Дублин            | Ирландия          | The O2                                    |
| 27 октября 2010 года   | Дублин            | Ирландия          | The O2                                    |
| 29 октября 2010 года   | Дублин            | Ирландия          | The O2                                    |
| 30 октября 2010 года   | Белфаст           | Северная Ирландия | Odyssey Arena                             |
| 1 ноября 2010 года     | Белфаст           | Северная Ирландия | Odyssey Arena                             |
| 2 ноября 2010 года     | Белфаст           | Северная Ирландия | Odyssey Arena                             |
| 5 ноября 2010 года     | Загреб            | Хорватия          | Arena Zagreb                              |
| 7 ноября 2010 года     | Будапешт          | Венгрия           | Спортивная арена имени Ласло Паппа        |
| 9 ноября 2010 года     | Турин             | Италия            | Паласпорт Олимпико                        |
| 11 ноября 2010 года    | Вена              | Австрия           | Wiener Stadthalle                         |
| 14 ноября 2010 года    | Цюрих             | Швейцария         | Hallenstadion                             |
| 15 ноября 2010 года    | Цюрих             | Швейцария         | Hallenstadion                             |
| 17 ноября 2010 года    | Прага             | Чехия             | O2 Arena                                  |
| 19 ноября 2010 года    | Мальмё            | Швеция            | Malmö Arena                               |
| 22 ноября 2010 года    | Антверпен         | Бельгия           | Sportpaleis                               |
| 23 ноября 2010 года    | Антверпен         | Бельгия           | Sportpaleis                               |
| 26 ноября 2010 года    | Гданьск           | Польша            | Ergo Arena                                |
| 29 ноября 2010 года    | Роттердам         | Нидерланды        | The Ahoy                                  |
| 30 ноября 2010 года    | Роттердам         | Нидерланды        | The Ahoy                                  |
| 2 декабря 2010 года    | Лион              | Франция           | Halle Tony-Garnier                        |
| 4 декабря 2010 года    | Милан             | Италия            | Mediolanum Forum                          |
| 5 декабря 2010 года    | Милан             | Италия            | Mediolanum Forum                          |
| 7 декабря 2010 года    | Барселона         | Испания           | Palau Sant Jordi                          |
| 10 декабря 2010 года   | Лиссабон          | Португалия        | Pavilhão Atlântico                        |
| 12 декабря 2010 года   | Мадрид            | Испания           | Palacio de Deportes                       |
| 16 декабря 2010 года   | Лондон            | Англия            | The O2                                    |
| 17 декабря 2010 года   | Лондон            | Англия            | The O2                                    |
| 19 декабря 2010 года   | Париж             | Франция           | Palais Omnisports de Paris-Bercy          |
| 20 декабря 2010 года   | Париж             | Франция           | Palais Omnisports de Paris-Bercy          |
| Северная Америка       |                   |                   |                                           |
| 19 февраля 2011 года   | Атлантик Сити     | США               | Boardwalk Hall                            |
| 21 февраля 2011 года   | Нью-Йорк          | США               | Madison Square Garden                     |
| 22 февраля 2011 года   | Нью-Йорк          | США               | Madison Square Garden                     |
| 24 февраля 2011 года   | Вашингтон         | США               | Verizon Center                            |
| 26 февраля 2011 года   | Питсбург          | США               | Consol Energy Center                      |
| 28 февраля 2011 года   | Чикаго            | США               | United Center                             |
| 1 марта 2011 года      | Грэнд Рэпидс      | США               | Van Andel Arena                           |
| 3 марта 2011 года      | Торонто           | Канада            | Air Canada Centre                         |
| 4 марта 2011 года      | Буффало           | США               | HSBC Arena                                |
| 6 марта 2011 года      | Оттава            | Канада            | Scotiabank Place                          |
| 8 марта 2011 года      | Бостон            | США               | TD Garden                                 |
| 10 марта 2011 года     | Колумбус          | США               | Jerome Schottenstein Center               |
| 12 марта 2011 года     | Лоюсвиль          | США               | KFC Yum! Center                           |
| 14 марта 2011 года     | Даллас            | США               | American Airlines Center                  |
| 15 марта 2011 года     | Сан Антонио       | США               | AT&T Center                               |
| 17 марта 2011 года     | Омаха             | США               | Qwest Center Omaha                        |
| 19 марта 2011 года     | Солт-Лейк-Сити    | США               | EnergySolutions Arena                     |
| 22 марта 2011 года     | Окленд            | США               | Oracle Arena                              |
| 23 марта 2011 года     | Сакраменто        | США               | ARCO Arena                                |
| 25 марта 2011 года     | Лас Вегас         | США               | MGM Grand Garden Arena                    |
| 26 марта 2011 года     | Феникс            | США               | US Airways Center                         |
| 28 марта 2011 года     | Лос Анджелес      | США               | Staples Center                            |
| 29 марта 2011 года     | Сан Диего         | США               | Viejas Arena                              |
| 31 марта 2011 года     | Анахайм           | США               | Honda Center                              |
| 4 апреля 2011 года     | Талса             | США               | BOK Center                                |
| 6 апреля 2011 года     | Остин             | США               | Frank Erwin Center                        |
| 8 апреля 2011 года     | Хьюстон           | США               | Toyota Center                             |
| 9 апреля 2011 года     | Новый Орлеан      | США               | New Orleans Arena                         |
| 12 апреля 2011 года    | Форт-Лодердейл    | США               | BankAtlantic Center                       |
| 13 апреля 2011 года    | Майами            | США               | American Airlines Arena                   |
| 15 апреля 2011 года    | Орландо           | США               | Amway Center                              |
| 16 апреля 2011 года    | Тампа             | США               | St. Pete Times Forum                      |
| 18 апреля 2011 года    | Дулут             | США               | Gwinnett Center                           |
| 19 апреля 2011 года    | Нэшвилл           | США               | Bridgestone Arena                         |
| 22 апреля 2011 года    | Ньюаорк           | США               | Prudential Center                         |
| 23 апреля 2011 года    | Юнинондейл        | США               | Nassau Veterans Memorial Coliseum         |
| 25 апреля 2011 года    | Монреаль          | Канада            | Bell Centre                               |
| 27 апреля 2011 года    | Кливленд          | США               | Quicken Loans Arena                       |
| 3 мая 2011 года        | Гвадалахара       | Мексика           | Estadio Tres de Marzo                     |
| 5 мая 2011 года        | Мехико            | Мексика           | Foro Sol                                  |
| 6 мая 2011 года        | Мехико            | Мексика           | Foro Sol                                  |